# Felimare villafranca
Doris de Villefranche
Espèce
Synonymes
- Chromodoris coerulea (Risso, 1818)[2]
- Chromodoris messinensis Ihering, 1880[2]
- Doris caerulea Risso, 1826[2]
- Doris coerulea Risso, 1818[2]
- Doris gracilis Rapp, 1827[2]
- Doris pasini Vérany, 1846[2]
- Doris pulcherrima Cantraine, 1835[2]
- Doris schultzii Delle Chiaje, 1841[2]
- Doris tenera O. G. Costa[2]
- Doris villae Vérany, 1846[2]
- Doris villafranca Risso, 1818[2]
- Goniodoris vivida Forbes, 1844[2]
- Hypselodoris villafranca (Risso, 1818)[2] [3]

Le Doris de Villefranche, Felimare villafranca, est un nudibranche de la famille des Chromodorididae. Cette espèce est bleue et striée de lignes jaunes et blanches irrégulières. Elle se nourrit exclusivement de spongiaires.